# Mitrella inflata
Mitrella inflata là một loài ốc biển, là động vật thân mềm chân bụng sống ở biển trong họ Columbellidae.